# Casey Durkin
Casey Durkin (* in Boston, Massachusetts) ist eine US-amerikanische Designerin und Schauspielerin.

## Leben
Casey Durkin wurde in Boston geboren und wuchs in Massachusetts auf, wo sie auch zur Schule ging. Nach ihrem Abschluss studierte sie Kunst an The Pratt Institute in Brooklyn. Anschließend arbeitete Durkin in Los Angeles für ein Modeunternehmen und macht dort ihren Abschluss. Danach begann sie eine Karriere als Model, da sie in die Fußstapfen ihrer Großmutter treten wollte. Dabei wurde sie für namhafte Magazine abgelichtet u. a. für Sports Illustrated. Danach folgten Auftritte bei der Mercedes Benz Fashion Week in Los Angeles und in Beverly Hills.
Im Jahr 2005 wurde sie bei dem Modellwettbewerb zur „Miss Los Angeles“ als Königin gewählt und reiste daraufhin zum Wettbewerb „Miss Kalifornien“, indem sie bei der Finalfrage eine falsche Antwort gab und ausschied. Im gleichen Jahr spielte sie in dem Filmdrama Boss' N Up mit, in dem Snoop Doog in der Hauptrolle zu sehen ist. Anschließend folgten Rollen in Musikvideos bei Faith Hill und Tim McGraw, Christina Aguilera, Snoop Dogg und The Rolling Stones. In der Komödie Ein Duke kommt selten allein – Wie alles begann ist sie als Statistin beim Sonnenbaden zu sehen. Danach hatte sie Auftritte in US-amerikanischen Fernsehserien wie Deal or No Deal, YourLA und Party Down. Ihren letzten Auftritt vor der Kamera, hatte sie 2011 in dem Action-Thriller Freerunner als Stacy, die den Runnern die Regeln erklärt und immer wieder bei Zwischensequenzen Erklärungen gibt. 
Sie brachte ihre eigene Kleiderlinie „Hush Money“ heraus die u. a. von Lil’ Kim und Rhianna getragen werden.

## Filmografie
- 2005: Boss’n Up
- 2007: Ein Duke kommt selten allein – Wie alles begann (The Dukes of Hazzard: The Beginning)
- 2007: YourLA (Fernsehserie, 1 Folge, als sie selbst)
- 2008: Deal or No Deal (Fernsehserie, Episode #3.59)
- 2008: Spent (Kurzfilm)
- 2009: Party Down (Fernsehserie, Folge Sin Say Shun Awards Afterparty)
- 2011: Freerunner